# 梁健文
梁健文，BBS，MH，JP，民主建港協進聯盟成員，前任屯門區議會主席及前民選區議員（湖景）。

## 簡介
梁健文早年就讀漢華中學。在1988年香港區議會選舉，首次當選屯門西南區議員。1991年香港區議會選舉，當選湖景區議員後一直連任至2019年。
2015年區議會選舉，梁健文被「傘兵」周啟廉挑戰，僅以405票險勝取得連任，2016年1月5日，梁健文以19票比8票擊敗民協甄紹南，當選為屯門區議會主席。。2019年區議會選舉，梁健文再次面對周啟廉挑戰，此時周啟廉已經加入民協出任社區主任。結果在投票人數大幅上升情況下，梁健文雖比上屆得票多三百多票，但仍以少接近二千票大敗給周啟廉，宣告連任失敗，終結梁健文長達卅二年的議會生涯。

## 爭議事件

### 懸掛多條煽動性橫幅公開歧視精神病患者
2017年4月27日，時任區議員梁健文在湖景邨內懸掛多條煽動性橫幅公開歧視精神病患者被控告違反《殘疾歧視條例》，為香港首宗成功控告歧視精神病患者案件。

### 屯門區議會禁團體直播大嶼會議
2019年3月5日下午，區議會開會討論明日大嶼願景，有在場市民進行Facebook直播期間被建制派議員陳文偉和葉文斌阻止拍攝，時任主席兼民建聯議員梁健文更召喚保安和報警處理。最後警察到場，將在Facebook進行直播的市民驅逐離場。泛民區議員江鳳儀認為區議會不允許傳媒以外的人士在會議期間上拍攝，以至驅逐市民離場行為是不公道。旁聽明日大嶼願景，「守護大嶼聯盟」成員陳嘉琳批評議事守則過時，讓市民失去知情權。

## 資料來源與註釋
1. ↑  . 漢華中學校友會. 2015-12-08  [2019-04-24]. （原始内容存档于2019-06-08）.
2. ↑  .   [2016-09-13]. （原始内容存档于2016-09-23）.
3. ↑  .   [2016-09-13]. （原始内容存档于2016-04-23）.
4. ↑  . 毛記電視. 2017-04-27  [2017-05-01]. （原始内容存档于2020-08-07）.
5. ↑  黃桂桂. . 香港01. 2019-03-05  [2019-03-06]. （原始内容存档于2019-03-07）.

## 外部連結
- . 屯門區議會. 2016-01-05  [2021-02-02]. （原始内容存档于2017-12-17） （中文（香港））.

| 議會席位      | 議會席位                                                  | 議會席位      |
| ------------- | --------------------------------------------------------- | ------------- |
| 前任： 劉皇發 | 屯門區議會主席 2011年1月6日—2011年12月31日                | 繼任： 劉皇發 |
| 前任： 劉皇發 | 屯門區議會主席 2016年1月6日—2019年12月31日                | 繼任： 陳樹英 |
| 首任          | 屯門區議會副主席 2000年1月6日—2011年12月31日              | 繼任： 劉智鵬 |
| 前任： 劉智鵬 | 屯門區議會副主席 2012年1月6日—2015年12月31日              | 繼任： 李洪森 |
| 前任： 嚴天生 | 屯門區議會 屯門西南選區區議員 1988年10月1日—1991年9月30日 | 選區重組      |
| 首任          | 屯門區議會 湖景選區區議員 1991年10月1日—2019年12月31日    | 繼任： 周啟廉 |